# Marquês de Cholmondeley

Brasão de Armas dos Marqueses de Cholmondeley

Marquês de Cholmondeley (/ˈtʃʌmli/ CHUM-lee) é um título do Pariato do Reino Unido. Foi criado em 1815 para George Cholmondeley, 4.º Conde de Cholmondeley.

## Lorde Great Chamberlain
Uma parte do cargo de Lord Great Chamberlain veio para a família Cholmondeley através do casamento do primeiro Marquês de Cholmondeley com Lady Georgiana Charlotte Bertie, filha de Peregrine Bertie, 3º Duque de Ancaster e Kesteven. O segundo, quarto, quinto, sexto e sétimo titulares do marquesado ocuparam este cargo. Como Lord Great Chamberlain, o atual Marquês foi, durante o reinado de Elizabeth II, junto com o Duque de Norfolk (o Conde Marechal ), um dos dois únicos pares hereditários a manter assentos automáticos na Câmara dos Lordes após a aprovação da Lei da Câmara dos Lordes de 1999 .

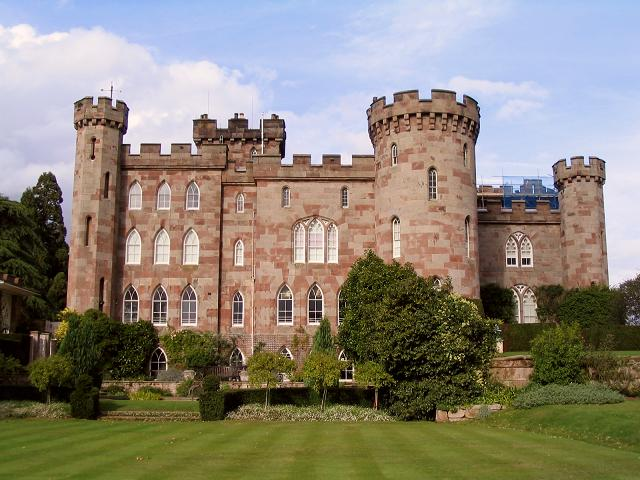
Castelo de Cholmondeley

## Cholmondeley Room
Os pares da Câmara dos Lordes podem realizar suas festas de 70 anos na Cholmondeley Room, no Palácio de Westminster. Entre outros usos, a Baronesa Elliot de Harwood organizou um jantar em 1984 para todas as mulheres conservadoras do Parlamento e pares, e este evento foi realizado neste local. A Sala e Terraço Cholmondeley e a Sala Attlee estão disponíveis para eventos privados, patrocinados por Membros para uso pessoal ou para organizações externas.

## Viscondes Cholmondeley (1661)
- Robert Cholmondeley, 1.º Visconde Cholmondeley (falecido em 1681).
- Hugh Cholmondeley, 2.º Visconde de Cholmondeley (1662–1725) (criado Conde de Cholmondeley em 1706).

## Condes de Cholmondeley (1706), Visconde Malpas (1706), Barão Newborough (1715), Barão Newburgh (1716)
- Hugh Cholmondeley, 1.º Conde de Cholmondeley (1662–1725)
- George Cholmondeley, 2.º conde de Cholmondeley (1666–1733)
- George Cholmondeley, 3.º conde de Cholmondeley (1703–1770)
  - George Cholmondeley, Visconde Malpas (1724–1764)
- George James Cholmondeley, 4.º Conde de Cholmondeley (1749–1827) (criado Marquês de Cholmondeley em 1815)

## Marqueses de Cholmondeley, Conde de Rocksavage (1815)
- George James Cholmondeley, 1.º Marquês de Cholmondeley (1749–1827)
- George Horatio Cholmondeley, 2.º Marquês de Cholmondeley (1792–1870)
- William Henry Hugh Cholmondeley, 3.º Marquês de Cholmondeley (1800–1884)
  - Charles George Cholmondeley (1829–1869)
- George Henry Hugh Cholmondeley, 4.º Marquês de Cholmondeley (1858–1923), neto do Terceiro Marquês e filho de Charles George Cholmondeley
- George Horatio Charles Cholmondeley, 5.º Marquês de Cholmondeley (1883–1968)
- George Hugh Cholmondeley, 6.º Marquês de Cholmondeley (1919–1990)
- David George Philip Cholmondeley, 7.º Marquês de Cholmondeley ( b. 1960 )

O herdeiro é Alexander Hugh George Cholmondeley, Conde de Rocksavage, o mais velho dos filhos gêmeos do atual titular ( b. 2009 ).

## Arvore genealogica
- Robert Cholmondeley, 1.º Visconde Cholmondeley (falecido em 1681).
  - Hugh Cholmondeley, 1.º Conde de Cholmondeley (1662–1725)
    - George Cholmondeley, 2.º conde de Cholmondeley (1666–1733)
      - George Cholmondeley, 3.º conde de Cholmondeley (1703–1770)
        - George Cholmondeley, Visconde Malpas (1724–1764)
          -  George James Cholmondeley, 1.º Marquês de Cholmondeley (1749–1827)
            -  George Horatio Cholmondeley, 2.º Marquês de Cholmondeley (1792–1870)
              -  William Henry Hugh Cholmondeley, 3.º Marquês de Cholmondeley (1800–1884)
                - Charles George Cholmondeley (1829–1869)
                  -  George Henry Hugh Cholmondeley, 4.º Marquês de Cholmondeley (1858–1923)
                    -  George Horatio Charles Cholmondeley, 5.º Marquês de Cholmondeley (1883–1968)
                      -  George Hugh Cholmondeley, 6.º Marquês de Cholmondeley (1919–1990)
                        -  David George Philip Cholmondeley, 7.º Marquês de Cholmondeley (n. 1960)
                          - (1). Alexander Hugh George Cholmondeley, Conde de Rocksavage (n. 2009)
                          - (2). Lord Oliver Timothy George Cholmondeley (n. 2009)

                      - Lord John George Cholmondeley (1920–1986)
                        - (3).  Charles George Cholmondeley (n. 1959)